# Koutiana
Koutiana är en ort i Burkina Faso.   Den ligger i regionen Centre-Est, i den östra delen av landet, 160 km öster om huvudstaden Ouagadougou. Koutiana ligger 278 meter över havet och antalet invånare är 481.
Terrängen runt Koutiana är platt. Runt Koutiana är det ganska tätbefolkat, med 120 invånare per kvadratkilometer.. Det finns inga andra samhällen i närheten.
Omgivningarna runt Koutiana är en mosaik av jordbruksmark och naturlig växtlighet.